# Sergio Escudero (football, 1988)
Pour les articles homonymes, voir Sergio Escudero et Escudero.
Sergio Escudero (エスクデロ 競飛王, Escudero Sergio) est un footballeur japonais né le 1er septembre 1988. Il évolue au poste d'attaquant.

## Biographie
Son père est également nommé Sergio Escudero, est également un footballeur.